# Bageta
Bageta (francouzsky  Baguette [bagét], doslovně z francouzštiny hůlka) je druh pečiva, pocházejícího z Francie, které je výrazně dlouhé v poměru ke své šířce. Běžná bageta je pět centimetrů široká (výjimečně však může mít i osm centimetrů) a její délka se pohybuje mezi čtyřiceti centimetry až jedním metrem. V závěru roku 2022 byla bageta zařazena na seznam nehmotného kulturního dědictví vedený organizací UNESCO.

## Historie
Vyrábět se začaly roku 1920, kdy ve Francii vstoupil v platnost zákon, podle něhož nesměli pekaři chodit do práce dříve než o čtvrté hodině ranní. Vlivem toho ale nestíhali připravit ráno čerstvý chléb tak, aby si jej například zemědělci mohli vzít s sebou do zaměstnání. Hledali proto jiný výrobek, který by byl skladnější a předně rychlejší na přípravu. Řešení našli v bagetě. Na začátku roku 2018 podpořil tehdejší francouzský prezident Emmanuel Macron snahy o zařazení bagety mezi nehmotné světové dědictví UNESCO.

## Soutěž
Každým rokem se u katedrály Notre Dame v Paříži pravidelně scházejí francouzští pekaři a vzájemně soupeří ve snaze upéci co možná nejlepší bagetu. Mezi soutěžícími se vedle rodilých Francouzů objevují rovněž přistěhovalci ze Senegalu či z Tuniska. Vítěz tohoto klání má pak právo po celý nadcházející rok dodávat svůj výrobek na stoly Elysejského paláce, ve kterém sídlí francouzský prezident.

## Příprava
Na podobu baget platí od roku 1993 přísná pravidla a potravina se smí připravovat pouze ze čtyř ingrediencí, a sice pšeničné mouky, vody, droždí a soli. Naopak se nesmí přidat ani konzervační látky, ani se hotový výrobek nesmí zamrazit.
Každá bageta se připravuje ručně, byť pařížský pekař Jean-Luis Hecht představil v roce 2011 automat na jejich pečení. Při tradiční výrobě se čtyři povolené suroviny v přesně odměřeném množství smíchají v míchacím stroji. Těsto se následně rozválí na placku, ze které se vytvoří bageta a nechá v chladném místě zrát po dobu až čtyřiadvaceti hodin. Poté se vloží do trouby a upeče.